# Преспа (улица в Пловдив)
Вижте пояснителната страница за други значения на Преспа.
„Преспа“ е улица в район Източен на град Пловдив, България.
На улицата са разположени 6 високи жилищни блока, наричани „Преспите“. Преспа №12 и Преспа №6 са с 22 етажа, Преспи №10 и №4 са с по 20 етажа, а №8 и №2 са с по 18 етажа.
Строежът на жилищния комплекс е започнал с Преспа №2 през 1979 г. Всяка следваща година са строени нови жилищни блокове от типа „Преспа“ до последния през 1982 г.
Блоковете са изградени от железобетон за носещите и от тухли за външните стени. Блоковете могат да издържат до 8-а степен земетресение, тъй като под „Преспите“ има 2 бетонни плочи с дебелина 2 м и до 8-ия етаж носещите стени действат като амортисьори.